# Taiwan i olympiska vinterspelen 1984
Taiwan deltog i olympiska vinterspelen 1984 under namnet Kinesiska Taipei efter en namnkonflikt med Kina. Taiwans trupp bestod av 12 idrottare 10 var män och 2 var kvinnor. Taiwans yngsta deltagare var Ong Ching-Ming (15 år och 124 dagar) och den äldsta var Ueng Ming-Yih (31 år och 228 dagar).

## Resultat

### Alpin skidåkning
- Storslalom herrar
  - Ong Ching-Ming - 68
  - Lin Chi-Liang - 71

- Slalom herrar
  - Ong Ching-Ming - 36
  - Lin Chi-Liang - AC

### Bob
- Två-manna
  - Wu Dien-Cheng och Chen Chin-San - 25
  - Wu Chung-Chou och Hwang Chi-Fang - 26

- Fyra-manna
  - Wu Dien-Cheng, Sun Kuang-Ming, Wu Chung-Chou och Chen Chin-San - 22

### Längdskidåkning
- 15 km herrar
  - Ueng Ming-Yih - 80
  - Chang Kun-Shung - 81
  - Wang Chi-Hing - 83

### Rodel
- Singel herrar
  - Sun Kuang-Ming - 25

- Singel damer
  - Teng Pi-Hui - 21
  - Chuang Lai-Chun - ?

### Skidskytte
- 10 km sprint herrar
  - Ueng Ming-Yih - 63

- 20 km herrar
  - Ueng Ming-Yih - 59